# 水谷英明
水谷英明（みずたに ひであき、1943年6月11日 - 1990年7月）は日本の大蔵官僚。証券局業務課長などを歴任。

## 来歴
東京都出身。東京都立新宿高等学校、東京大学法学部卒業。1967年 大蔵省入省（国際金融局総務課）。1972年7月 行橋税務署長。その後は主計局主計官補佐（通商産業第三係主査）などを務める。1983年6月 名古屋国税局直税部長。1984年6月 大臣官房企画官兼理財局総務課公共債特別調査室長兼理財局国庫課兼理財局国債課。1985年6月 総務庁人事局参事官。1987年7月 主計局主計官（地方財政、補助金、大蔵担当）。1989年6月 証券局業務課長。1990年7月 名古屋市中区錦1丁目の交差点で20代の男が運転する車に衝突し、死去。

## 略歴
- 1967年4月：大蔵省入省（国際金融局総務課）。
- 1967年8月：国際金融局外資課。
- 1968年8月：名古屋国税局調査査察部。
- 1970年7月：公正取引委員会事務局経済部調整課。
- 1972年7月：行橋税務署長。
- 1973年7月：国税庁調査査察部査察課長補佐。
- 1975年7月：銀行局保険部保険第二課長補佐。
- 1977年7月：主計局主計官補佐（通商産業第三係主査）。
- 1979年7月：理財局資金第一課長補佐。
- 1981年7月：大臣官房企画官 兼 理財局総務課。
- 1983年6月：名古屋国税局直税部長。
- 1984年6月：大臣官房企画官 兼 理財局総務課公共債特別調査室長 兼 理財局国庫課 兼 理財局国債課。
- 1985年6月：総務庁人事局参事官。
- 1987年7月：主計局主計官（地方財政、補助金、大蔵担当）。
- 1989年6月：証券局業務課長。
- 1990年7月：交通事故で死去。